# Histopona luxurians
Histopona luxurians là một loài nhện trong họ Agelenidae.
Loài này thuộc chi Histopona. Histopona luxurians được Wladislaus Kulczynski miêu tả năm 1897.